# Burgbergtunnel (Baden-Württemberg)
Der Burgbergtunnel ist ein 1115 m langer zweigleisiger Eisenbahntunnel der Schnellfahrstrecke Mannheim–Stuttgart auf dem Gebiet der Gemarkungen Illingen (Württemberg) und Schützingen. Die größte Überlagerung beträgt 42 m.

## Lage und Verlauf

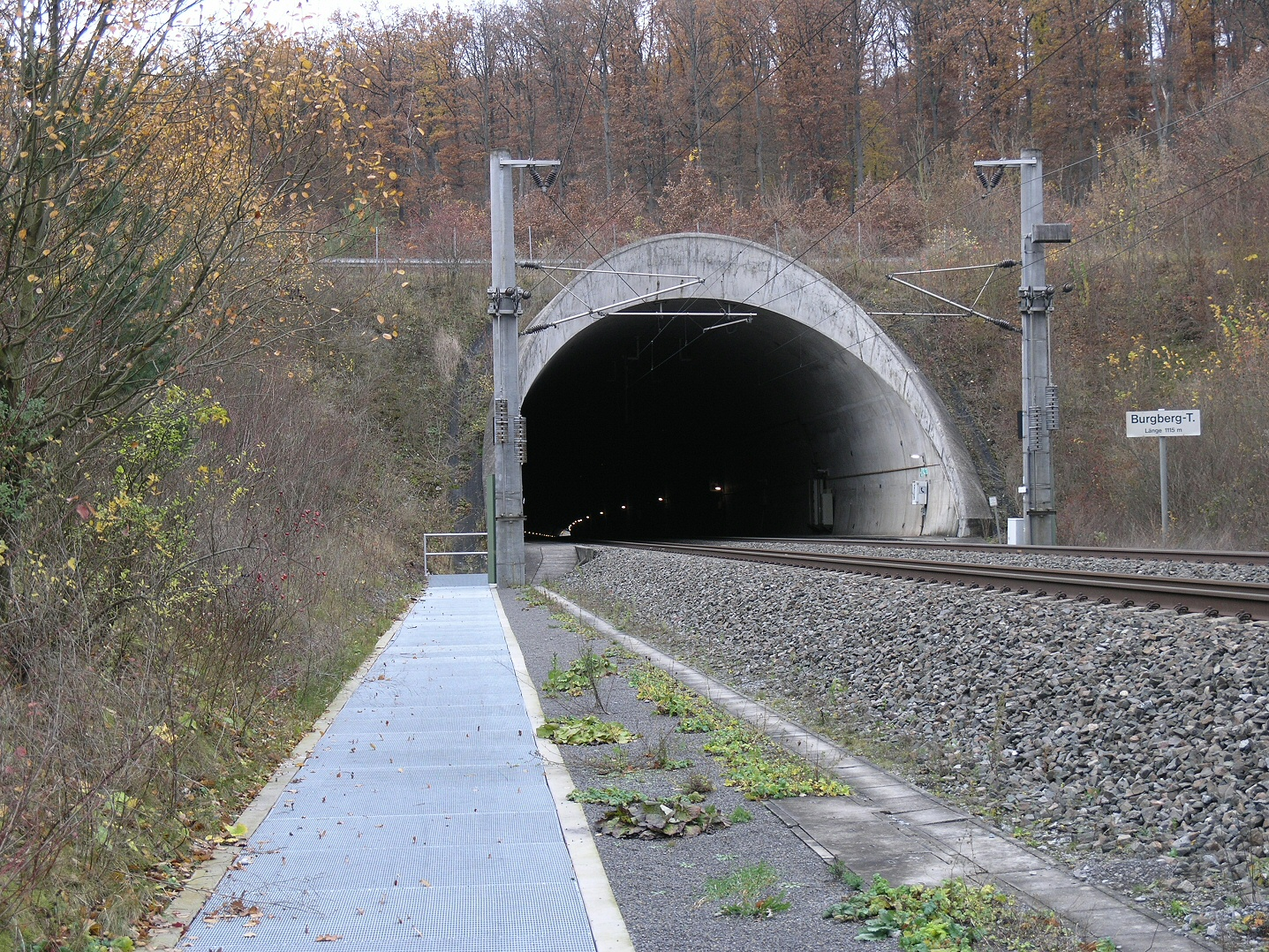
Südostportal des Burgbergtunnels

Die in den 1980er Jahren von der damaligen Deutschen Bundesbahn neu gebaute Strecke quert zwischen Illingen (Württemberg) und Schützingen im Enzkreis einen Höhenzug des Strombergs zwischen dem Mettertal und den nördlichen Nebentälern der Schmie. Um einen breiten und tiefen Einschnitt zu vermeiden, wird die Strecke auf 1115 m als Tunnel durch den Burgberg geführt.
Die Trasse verläuft in östlicher Richtung zunächst in einer Geraden und geht im Bereich des Ostportals in einen Linksbogen von 7000 m Radius über. Der Gradiente steigt in östlicher Richtung zunächst mit 12,4 ‰ an und im Bereich des Ostportals ab, um anschließend in ein Gefälle überzugehen.
Am Westportal des Burgbergtunnels wurde oberhalb eine Fläche für Rettungsfahrzeuge angelegt, die einerseits über einen befestigten Zufahrtsweg aus Schützingen und andererseits über einen gut befestigten Waldweg von der Kreisstraße K 4510 zwischen Illingen (Württemberg) und Schützingen erreichbar ist. Das Gleisniveau kann von den Rettern über eine Treppe mit ca. 15 m Höhenunterschied erreicht werden.
Zwischen dem Ostportal des Burgbergtunnels und dem Westportal des Saubuckeltunnels befindet sich ebenfalls eine Fläche für Rettungsfahrzeuge, die über eine befestigte Zufahrtsstraße an die Kreisstraße K 4510 zwischen Illingen (Württemberg) und Schützingen angebunden ist. Hier können die Rettungsfahrzeuge die Gleisanlagen ohne Höhenunterschied erreichen.
Östlich schließt sich ein Einschnitt an den Tunnel an.

## Geschichte

### Planung
Nach dem Planungsstand von 1973 war das Bauwerk mit einer Länge von rund 1,7 km geplant.
Der Tunnel war in den frühen Planungen der Neubaustrecke nicht vorgesehen und entstand infolge des im November 1978 zwischen Bundesverkehrsminister Kurt Gscheidle und Baden-Württembergs Ministerpräsidenten Lothar Späth vereinbarten 135-Millionen-DM-Pakets. Neben der Verlängerung des geplanten Tunnels von 540 auf 660 Meter wurden zwei weitere Tunnel mit einer Länge von 200 bzw. 350 Meter neu in die Planung aufgenommen. Die Mehrkosten für dieses Paket wurden mit 23 Millionen DM beziffert.
Anfang Juli 1979 lehnte der Gemeinderat von Illingen-Schützingen in einer Stellungnahme zum Planfeststellungsbereich 11 (Illingen-Schützingen) die Planung der Bundesbahn ab. Die örtliche Bürgerinitiative übergab 1385 Unterschriften gegen die Planung.
In ihrer Stellungnahme, die die Gemeinde im Rahmen des Planfeststellungsverfahrens an das Regierungspräsidium Karlsruhe gegeben hatte, lehnte sie die vorgelegte Planung ab und forderte eine deutliche Tieferlegung bzw. Tunnelführung der Neubaustrecken im ganzen Planfeststellungsabschnitt 11.

### Bau
Das Bauwerk wurde zwischen km 71,7+40 (Tunnelanfang am Westportal) bis km 72,2+98,8 sowie am Tunnelende am Ostportal von km 72,7+97,2 bis km 72,8+55 in offener Bauweise hergestellt. Der aufgrund geringer Überdeckung offen erstellte Abschnitt mit einer Länge von 458,8 m auf der nordwestlichen Seite dient dabei als ökologische Landbrücke, um die Zerschneidungswirkung der Neubaustrecke in diesem Bereich zu mindern. Mit den Bauarbeiten in beiden offen erstellten Abschnitten wurde bereits 1985 begonnen. Insgesamt wurden 516,6 m des Burgbergtunnels in offener Bauweise erstellt, die Länge des bergmännisch erstellten Teils beträgt 598,4 m.
Der Burgberg- und der benachbarte Saubuckeltunnel waren zum Zeitpunkt des Baus die ersten Tunnelbauten in der geologischen Formation des Unteren Mergels. Dem eigentlichen bergmännischen Vortrieb nach den Regeln der Neuen Österreichischen Tunnelbauweise ging ein Probevortrieb aus einer Baugrube von Osten her voraus, insbesondere um Verformungen des Gebirges und Spannungsumlagerungen zu erfassen. Auch Laborversuche mit den vorherrschenden unteren bunten Mergeln gehörten zu den Vorarbeiten. Der Probevortrieb lief vom Ostportal auf einer Länge von 250 m. Zur Herstellung dieser Baugrube wurde die Kreisstraße K 4510 zwischen Illingen (Württemberg) und Schützingen um ca. 100 m nach Westen für die Dauer der Baumaßnahme verschwenkt.
Die ausführenden Bauunternehmen hatten sich zur ARGE Burgbergtunnel zusammengeschlossen. Diese bestand aus den drei Bauunternehmen Josef Riepl AG, Ndl München; Hinteregger, Brandstetter + Co, Freilassing; Dyckerhoff & Widmann AG, Ndl Pforzheim. Die Baudurchführung erfolgte in den Jahren 1985 bis 1987, die Gesamtherstellungskosten beliefen sich auf 42 Mio. DM.
Aufgrund der Größe des Ausbruchsquerschnitts und der vorherrschenden Gebirgsverhältnisse war eine Unterteilung des Ausbruchs erforderlich. Aufbauend auf den Erfahrungen beim Vortrieb des Probetunnels wurde der Kalottenvortrieb zur Unterteilung gewählt.
Die Kalotte wurde, soweit es die Gebirgsverhältnisse zuließen, im Vollausbruch aufgefahren, die Sohle wurde grundsätzlich mit einem Sohlgewölbe gesichert. Der Vortrieb der Kalotte erfolgte vom östlichen Ende der Baugrube der offenen Bauweise aus in Richtung Südosten. In ungünstigen Situationen wurde vor der Ortsbrust des Kalottenquerschnitts ein Stützkern belassen. Die Kalotte wurde bis zum Durchschlag zum Probetunnel vorgetrieben. Parallel wurde ein zweiter Kalottenvortrieb von Osten her aus der Baugrube an der K 4510 aufgefahren. Diese Baugrube war ursprünglich für den Probevortrieb ausgehoben worden.
Nach Abschluss der Kalottenvortriebe folgte der Abbruch von Strosse und Sohle in Verbindung mit dem Abbruch des Sohlgewölbes. In der Außenschale der Kalotte wurde eine besonders ausgebildete Anschlussstelle eingesetzt, die einen reibungslosen Abbruch als auch einen einwandfreien Anschluss der Ulmensicherung gestattet. Der Vortrieb wurde mit Tunnelbaggern in Abschnitten von 0,8 bis 1,0 m Länge ausgeführt. Im Zuge der Vortriebsarbeiten wurde das Gebirge mit einer äußeren Schale aus Spritzbeton, Gitterträgern, Ankern und Betonstahlmatten gesichert.
In dem in offener Bauweise hergestellten Abschnitt kam es infolge mangelnder Baugrunduntersuchung zu einer Hangrutschung, die zu Kosten- und Terminüberschreitungen führte.
Tunnelpatin war Gertrud Veigel (Ehefrau von Ewald Veigel, Bürgermeister von Illingen (Württemberg)).

### Betrieb
Der Tunnel wurde als Teil der Neubaustrecke 1991 in Betrieb genommen.
Am 8. Juli 1996 fand eine Großübung mit 500 Fahrgästen und 100 „Verletzten“ im Burgbergtunnel statt. Ein Triebkopf des betroffenen ICE-Triebszugs kam dabei an einem der Tunnelportale zum Stehen.

## Geologie
Der Burgbergtunnel liegt durchgehend im Bereich der Unteren Bunten Mergeln (km3u), die eine Schicht des mittleren Keupers darstellen. Das Ausbruchmaterial der Unteren Bunten Mergel wird als Rohstoff für die Ziegelherstellung genutzt. Der geeignete Teil der Ausbruchmassen wurde an die Baustoffwerke Mühlacker abgegeben und in einer Zwischendeponie an der Landesstraße L1134 zwischen Mühlacker und Mühlacker-Lienzingen zusammen mit den geeigneten Ausbruchmassen des Saubuckeltunnels zwischengelagert. Der restliche Teil der Ausbruchmassen wurde für die Verfüllung der Baugrube der offenen Bauweise des Burgbergtunnels eingesetzt.
Rund 400.000 Kubikmeter Bunter Mergel aus dem Burgberg- und dem benachbarten Saubuckeltunnel wurden einem Baustoffhof überlassen, der ab Herbst 1987 daraus Mauer- und Dachziegel fertigte. Der Vorrat sollte 10 bis 15 Produktionsjahre reichen (Stand: 1989).
Aufgrund dieses Massenkonzepts konnte auf deine Deponierung verzichtet werden.
Der Tunnel liegt oberhalb des Grundwasserspiegels, in seinem Bereich ist mit Sickerwasser oder Schichtgrundwasser zu rechnen.

## Endausbau
Die in offener Bauweise erstellten Tunnelblöcke wurden mit einer Wandstärke von 50 cm ausgeführt. Diese Wandstärke entspricht der Wandstärke der Tunnelblöcke im bergmännischen Abschnitt. Um eine vergleichbare seitliche Bettung der in offener Bauweise hergestellten Blöcke zu erreichen, wurde die Baugrube mit ausgesuchtem Steinbruchmaterial lagenweise verfüllt und hochwertig verdichtet.
Nach Beendigung des Strossen- und Sohlenvortriebs des bergmännischen Abschnitts wurde von Westen her mit der Herstellung der Tunnelschale aus Ortbeton begonnen. Für die Schalung wurde der Schalwagen des in offener Bauweise erstellten Teils des Burgbergtunnels eingesetzt.
Die Tunnelblöcke konnten ohne zusätzliche Haut-Abdichtung erstellt werden, da keine betonangreifenden Wässer festgestellt wurden. Als Beton wurde ein wasserundurchlässiger Beton verwendet.
Sohle und aufgehendes Gewölbe wurden in einem Arbeitsgang in Blöcken von 8,80 m Länge ohne horizontale Arbeitsfugen monolithisch betoniert.